# Dowlais
Dowlais est un village et une communauté du borough de comté de Merthyr Tydfil, au pays de Galles.

## Toponymie
Dowlais est un toponyme gallois qui se compose des éléments du « noir » et glais « ruisseau ». Il désigne donc un endroit situé près d'un ruisseau noir.

## Géographie
Dowlais est situé dans le nord du borough de comté de Merthyr Tydfil, à la frontière du borough de comté de Caerphilly. Le centre-ville de Merthyr Tydfil se trouve à 3 km au sud-ouest.

## Histoire
Dowlais donne son nom à Dowlais Ironworks, une entreprise de sidérurgie fondée à la fin du XVIIIe siècle qui devient la plus grande aciérie du monde au milieu du XIXe siècle.

## Démographie
Au recensement de 2011, la communauté de Dowlais comptait 4 270 habitants.